# سيريلة
السِيرِيلة أو خَشَب الجِلْد أو طِيطِي المَنَاقِع أو الطِيطِي الأَحْمَر أو الطِيطِي الأَبْيَض (الاسم العلمي: Cyrilla) هي جنس من النباتات تتبع الفصيلة السيريلية من رتبة الخلنجيات. الاسم العلمي مشتق من الاسم الإغريقي كيريلوس أو كيريل والذي يعني «السيد». وصف هذا الجنس ألكسندر غاردن (Garden) ومن قبله كارولوس لينيوس (L.) في عام 1767. المواطن الأصلية لهذا النبات هي المناطق الدافئة المعتدلة والمناطق الاستوائية في الأمريكتين، من جنوب شرق الولايات المتحدة (المناطق الساحلية من جنوب شرق تكساس شرقا إلى جنوب شرق ولاية فرجينيا)، جنوبا عبر منطقة البحر الكاريبي، والمكسيك (أواكساكا فقط) وأمريكا الوسطى إلى شمال البرازيل وكولومبيا في أمريكا الجنوبية.

## أنواع السيريلة
يضم هذا الجنس 7 أنواع مؤكدة من النبات. النوع النموذجي هو السِيرِيلة عَنْقُودِية الأَزهَار.
- سيريلة جلدية
- سيريلة لوتغاردية
- سيريلة كبيرة الثمار
- سيريلة كبيرة الأوراق
- سيريلة صغيرة الهالات
- سيريلة عنقودية الأزهار
- سيريلة سيلفية